# Etterschlag
Etterschlag ist ein Gemeindeteil von Wörthsee im oberbayrischen Landkreis Starnberg. Das Kirchdorf wurde 805 erstmalig erwähnt und wurde 1972 mit Steinbach zur Gemeinde Wörthsee. Der Ortskern wird durch die Kirche St. Nikolaus geprägt.

## Lage

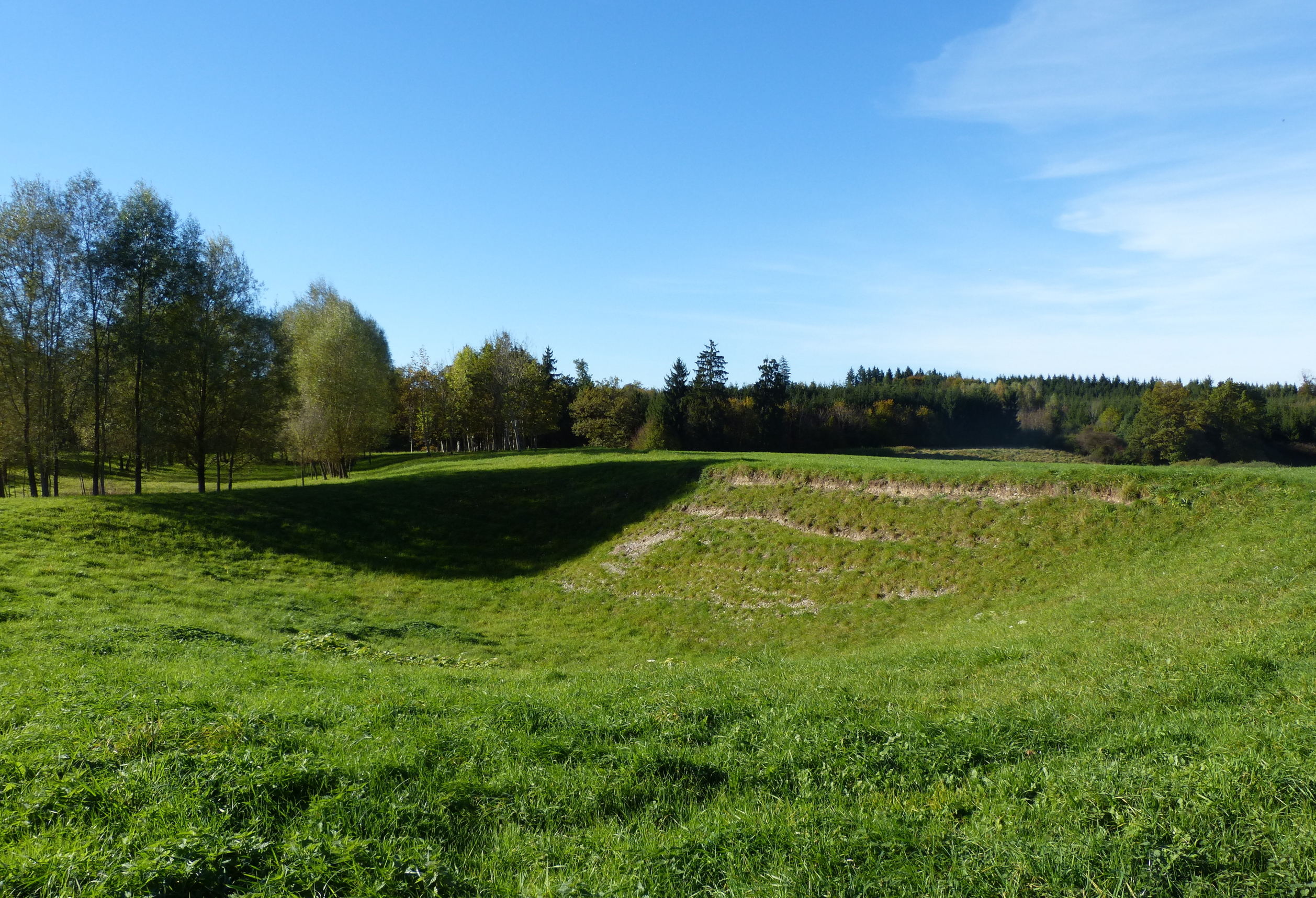
Toteisloch

Der Gemeindeteil Etterschlag bildet den nördlichen Abschluss der Gemeinde Wörthsee. Direkt südlich liegt die A96, die hier durch einen 500 Meter langen Autobahntunnel geführt wird. Parallel zur Autobahn verläuft die Staatsstraße 2348.
Westlich des Ortes liegen zwei eiszeitliche Toteislöcher. Nordöstlich der Gemeinde liegt das FFH-Gebiet „Moore und Buchenwälder zwischen Etterschlag und Fürstenfeldbruck“.

## Geschichte
Eine Ortschaft namens Etterschlag wird erstmals zwischen 805 und 809 in Urkunden des Hochstifts Freising erwähnt. Dieser Besitz ist durch weitere Urkunden bis ins 12. Jahrhundert gesichert. Zur selben Zeit hatte eine Freiherrenfamilie ihren Sitz im Ort, die Ministeriale der Grafen von Andechs waren. Der Stammsitz befand sich an der Stelle der heutige Kirche St. Nikolaus.
Im 14. Jahrhundert gehörte das Land den Herren von Greifenberg, den Klöstern Fürstenfeld, Dießen und dem Heiliggeistspital Weilheim. Schließlich verkauften die Herren 1380 ihre Güter an die Münchner Patrizierfamilie Pütrich. Ende des 16. Jahrhunderts erwarben die Grafen von Toerring die nahegelegene Hofmark Delling und die Taverne (heute Alter Wirt). Der Ort lag günstig an der Salzstraße von Reichenhall über München nach Landsberg. Dies führte allerdings auch zu mehreren schwedischen Plünderungen im Dreißigjährigen Krieg. Um 1800 hatte der Ort noch neunzehn Anwesen.
Mit Zweiten Gemeindeedikt von 1818 entstand Etterschlag als politische Gemeinde, zu der auch die Ortsteile Walchstadt und Schluifeld gehörten. Im Jahr 1849 errichtete die Gemeinde eine Schule.
Im Jahr 1932 stimmten die Bewohner überwiegend für die Bayerische Volkspartei und bei der Reichspräsidentenwahl 1932 für Paul von Hindenburg. Die Amerikaner besetzten den Ort am 1. Mai 1945. Bei der Bundestagswahl 1949 erhielt die Bayernpartei die meisten Stimmen.
Im Zuge der Bayerischen Gebietsreform sollten die bisherigen Gemeinden Etterschlag und Steinebach zu einer Gemeinde werden. Dies wurde zu der Zeit kontrovers diskutiert, aber ein Zuschuss von 300.000 Mark zu einem Schulneubau überzeugte den Gemeinderat in Etterschlag. So wurde der Zusammenschluss am letzten Tag der Frist 1971 beschlossen. In Etterschlag stimmten 95 Prozent der Bürger für eine Vereinigung, sodass die neue Gemeinde Wörthsee am 1. Januar 1972 entstand.
Von 1984 bis 1990 fand jährlich ein Dorffest mit Ochsenrennen, wobei zu Spitzenzeiten 6000 Besucher kamen. Im Jahr 1990 wurde das neue Baugebiet „Am Weiher“ südlich der Autobahn ausgewiesen, wodurch die Bevölkerungszahl anstieg. Im Jahr 2022 wurde ein Funkmast auf der Autobahnbrücke geplant, aber nicht umgesetzt.

## Wirtschaft
Direkt an der Autobahn liegt ein kleines Gewerbegebiet. Das Unternehmen „Dynamic Systems“ wurde 1993 gegründet und ist führend in Deutschland für Etiketten- und Ticketdruck. Seit 2019 sitzt das Marketingunternehmen „Localbrandings-Expert“ im Ort, das 2003 in München gegründet wurde. Auch hat der Verlag für ControllingWissen seinen Sitz im Gewerbegebiet, der seit 1975 das Controller Magazin herausgibt.
Im Ort sitzt außerdem das Softwareunternehmen Friendly Captcha, das 2020 gegründet wurde. Es hat mittlerweile zwölf Mitarbeiter und erhielt 2023 den Deutschen Gründerpreis.

## Bauwerke
Im alten Dorfkern liegt die römisch-katholische Filialkirche St. Nikolaus, die im Jahr 1758 auf einem älteren Bau neu errichtet wurde.
Der Gasthof Alter Wirt wurde bereits im Jahr 1606 erwähnt und wurde 1808 zu einer Taferne erhoben, womit besondere Schankrechte verknüpft waren. Seit einigen Jahren finden immer wieder hochkarätige Veranstaltungen im Gasthof statt, etwa 2013 mit dem Kabarettisten Jörg Maurer. Im Jahr 2015 fand ein Eigentümerwechsel statt.

## Vereine
Die Freiwillige Feuerwehr Etterschlag wurde 1878 von 64 Männern gegründet und bereits 1899 wurde eine Feuerspritze angeschafft. Im Jahr 1927 erhielt Walchstadt seine eigene Wehr und 1930 wurde das heutige Feuerwehrhaus errichtet. Schon 1978 entstand hier die erste weibliche Löschgruppe des Landkreises. Der heutige Verein zur Unterstützung der Feuerwehr wurde 1987 gegründet. Zuletzt wurde 2019 ein gebrauchtes Löschgruppenfahrzeug erworben; für 2025 ist der Erwerb eines neuen HLF 20. Die Wehr hat heute 100 Mitglieder, davon 30 Aktive.
Im Dezember 1898 wurde vom Dorflehrer und elf Bürgen ein Schützenverein unter dem Namen „Zimmerstutzen-Schützengesellschaft Eintracht Etterschlag-Walchstadt“ gegründet. Bekanntestes Mitglied ist Joachim Vogl, der mit der 10-Meter-Armbrust mehrfacher Weltmeister wurde. Im Jahr 2017 wurde ein neues Vereinsheim eingeweiht und der Verein feierte 2023 sein 125-jähriges Bestehen.